# NEWS
NEWS (яп. ニュース Ню:су, Never Ending Wonderful Story) — японская идол-группа, созданная агентством Johnny & Associates. Выпустила 4 песни подряд, занявшие первое место в еженедельных хит-парадах Oricon.

## История
В ноябре 2003 года в Японии должен был состояться Чемпионат мира по волейболу среди женщин. Для поддержки этого мероприятия в сентябре 2003 года была создана группа NEWS. В её состав вошли 9 юношей: Хироки Ути, Кэйитиро Кояма, Сигэаки Като, Хиронори Кусано, Такахиса Масуда, Такахиро Мориути. Проект должен был просуществовать короткое время, потому участники не имели большие надежды на успех.
На тот момент Рё Нисикидо и Хироки Ути уже состояли в группе Kanjani8, Томохиса Ямасита был в 4TOPS, а Кэйитиро Кояма, Сигэаки Като и Хиронори Кусано- KKKity.
Весь ноябрь 2003 года, News проездили по Японии, поддерживая команды до, после и во время матчей.
7 ноября 2003 года вышел их первый сингл, News Nippon, не называвшийся дебютным, который продавался только в магазинах сети 7-11 (причина — совпадение названия сети с датой выпуска). Одноименная песня стала гимном Чемпионата.
Организаторы не стали останавливать проект. Участники не ожидали, что группа просуществует так долго. Однако, 18 декабря 2003 года из группы и из Johnny’s Entertainment ушел девятый участник проекта — Такахиро Мориути.

### Скандалы
15 июля 2005 года несовершеннолетнего (18 лет) Хироки Ути задержали за употребление алкоголя в общественном месте, за что его сразу исключили из обеих групп: NEWS и Kanjani8.
В январе 2006 года, папарацци заснял Хиронори Кусано в караоке-баре, держащим в руке что-то, похожее на стакан со спиртным. В жёлтой прессе поднялся скандал и пошли слухи о пьянстве. Хиронори ушел сам, взял «временный перерыв» для того, чтобы осмыслить произошедшее. По официальному заявлению, спиртного он не употреблял.
Во время скандала с Кусано NEWS должны были гастролировать по стране. Концерты состоялись, но группа была в неполном составе из 6 человек. Тур закончился 30 апреля концертом в Сендае, а по возвращении участников ждала очередная новость: в связи с запятнаной репутацией деятельность группы приостановлена до конца года, ни в чём не замешанные 6 участников могут в это время заниматься сольными карьерами.
За это время Томохиса Ямасита выпустил синглы «Daite Seniorita» (сольно) и «Fever to future» (вместе с тайцами Golf&Mike в группе GYM). Рё Нисикидо занимался с Kanjani8. Такахиса Масуда и Юя Тэгоси объединились в группу Tegomass выпустили сингл «Miso soup». Кэйитиро Кояма вел радиопередачу (K-chan News), Сигэаки Като также вел свою радиопередачу (Shiget together). Кроме того, все неотстраненные участники NEWS снимались в дорамах.

### Воссоздание
30 декабря 2006 года агентство Johnny’s Entertainment официально объявило о возобновлении деятельности NEWS, В составе так и осталось 6 человек. Первое появление News на публике произошло на концерте Johnny’s Countdown 2006—2007. Сразу после Нового года NEWS улетели в Лос-Анджелес на съемки календаря, выпустили сингл, отыграли гастрольные концерты.

## Состав
На сегодняшний день группа выступает в таком составе:
- Сигэаки Като — вокал;
- Кэйитиро Кояма — вокал;
- Такахиса Масуда — вокал.

## Дискография

### Песни
| Год  | Название | информация Oricon weekly rankings | информация Oricon weekly rankings | информация Oricon weekly rankings | информация Oricon weekly rankings | информация Oricon weekly rankings | Альбом  |
| Год  | Название | День                              | Неделя                            | Месяц                             | Год                               | Тираж                             | Альбом  |
| ---- | --- | --------------------------------- | --------------------------------- | --------------------------------- | --------------------------------- | --------------------------------- | ------- |
| 2003 | "News Nippon" (яп. News ニッポン lit. News Japan)                                                                | —                                 | —                                 | —                                 | —                                 | —                                 | Touch   |
| 2004 | "Kibō (Yell)" (яп. 希望～Yell～ Hope (Yell))                                                                     | 1                                 | 1                                 | 3                                 | 13                                | 395,406                           | Touch   |
| 2004 | "Akaku Moyuru Taiyō" (яп. 紅く燃ゆる太陽 Burning Red Sun)                                                        | 1                                 | 1                                 | 5                                 | 31                                | 251,223                           | Touch   |
| 2005 | "Cherish" (яп. チェリッシュ Cherisshu)                                                                           | 1                                 | 1                                 | 4                                 | 32                                | 261,980                           | Touch   |
| 2005 | "Teppen" (яп. てっぺん Summit)                                                                                   | 1                                 | 1                                 | 2                                 | 34                                | 245,209                           | Pacific |
| 2006 | "Sayaendō/Hadashi no Cinderella Boy" (яп. サヤエンドウ/裸足のシンデレラボーイ lit. Peas/Barefoot Cinderella Boy) | 1                                 | 1                                 | 1                                 | 39                                | 222,848                           | Pacific |
| 2007 | "Hoshi o Mezashite" (яп. 星をめざして Aim for the Stars)                                                         | 1                                 | 1                                 | 2                                 | 13                                | 310,505                           | Pacific |
| 2007 | «Weeeek» | 1                                 | 1                                 | 2                                 | 10                                | 376,261                           | Color   |
| 2008 | "Taiyō no Namida" (яп. 太陽のナミダ Tears of the Sun)                                                            | 1                                 | 1                                 | 2                                 | 19                                | 291,447                           | Color   |
| 2008 | «Summer Time» | 1                                 | 1                                 | 2                                 | 23                                | 258,820                           | Color   |
| 2008 | «Happy Birthday»                                                                                                 | 1                                 | 1                                 | 2                                 | 26                                | 242,581                           | Color   |
| 2009 | "Koi no ABO" (яп. 恋のABO lit. Love's ABO)                                                                       | 1                                 | 1                                 | 1                                 | 11                                | 286,978                           | Live    |
| 2010 | "Sakura Girl" (яп. さくらガール lit. Cherry Blossoms Girl)                                                       | 1                                 | 1                                 | 3                                 | 25                                | 232,752                           | Live    |
| 2010 | «Fighting Man»                                                                                                   | 1                                 | 1                                 | 3                                 | 32                                | 171,044                           | TBA     |

### Альбомы
| Год  | Информация              |
| ---- | ----------------------- |
| 2005 | Touch - 27 апреля 2005  |
| 2007 | Pacific - 7 ноября 2007 |
| 2008 | Color - 19 ноября 2008  |
| 2010 | Live - 15 сентября 2010 |
| 2013 | NEWS - 17 июля 2013     |